# Clément Faure
Pour les articles homonymes, voir Faure.
Clément Faure, né le 29 juin 1987, est un kayakiste français. 

## Carrière
Clément Faure remporte aux Championnats du monde de descente 2015 et aux Championnats du monde de descente 2017 la médaille d'or en K1 sprint par équipe après avoir remporté l'argent aux Championnats du monde de descente 2013.